# José Batista
José Alberto Batista González (* 6. März 1962 in Colonia del Sacramento) ist ein ehemaliger uruguayischer Fußballspieler und späterer Trainer. Berühmtheit erlangte Batista bei der Weltmeisterschaft 1986 in Mexiko, bei der er im Spiel gegen Schottland nach nur 52 Sekunden von Schiedsrichter Joël Quiniou die rote Karte erhielt. Dies war die bisher schnellste rote Karte bei Fußballweltmeisterschaften. Das Spiel endete 0:0. Uruguay zog damit ins Achtelfinale ein.

## Karriere als Fußballspieler

### Verein
Batista spielte für eine Reihe von Klubs in Uruguay und Argentinien. Zu Beginn seiner Karriere mindestens 1981 und auch 1983 in Reihen des Club Atlético Cerro stehend, spielte er jedenfalls in den Jahren 1984 und 1985 beim Club Atlético Peñarol. 1985 dann ging Batista nach Argentinien, wo er von Deportivo Español verpflichtet wurde. Er debütierte am 21. Juli 1985 beim 1:0-Sieg am 3. Spieltag gegen Gimnasia y Esgrima La Plata. Während seiner Zeit bei den Argentiniern absolvierte er 311 Erstligapartien und 23 Begegnungen in der Nacional B. Dabei erzielte er insgesamt 20 Tore, 19 davon in der höchsten argentinischen Spielklasse. 1993 musste er nach einer Verletzung eine lange Auszeit einlegen. 1995 schließlich kehrte er kurzzeitig nach Uruguay zurück und spielte für die Rampla Juniors. Bereits in jenem Jahr schloss er sich dem argentinischen Klub CA Gimnasia y Esgrima de Jujuy an, wo er bis 1997 verblieb, schließlich jedoch erneut eine verletzungsbedingte Pause einlegen musste. 1998/99 folgten 17 Spiele (ein Tor) für Deportivo Español in der Primera B Metropolitana. 1999 bis 2001 gehörte er Quilmes in der zweiten argentinischen Liga an.

### Nationalmannschaft
Batista wurde 1981 mit der uruguayischen U-20-Auswahl Südamerikameister an der Seite von Spielern wie Adolfo Barán, Santiago Ostolaza, Jorge da Silva und Enzo Francescoli. Im Verlaufe des Turniers wurde er von Trainer Aníbal Gutiérrez Ponce siebenmal (ein Tor) eingesetzt. Auch bei der Junioren-Fußballweltmeisterschaft 1981 wurde er für Uruguays Juniorennationalelf nominiert und kam in zwei Gruppenspielen zum Zug. Mit der uruguayischen Auswahl vertrat er zudem sein Heimatland bei den Panamerikanischen Spielen 1983 und gewann dort mit der Celeste das Fußballturnier. Im Verlauf des Turniers bestritt er drei Spiele und erzielte ein Tor. Zwischen 1984 und 1993 spielte er auch insgesamt 14 Mal für die uruguayische A-Nationalmannschaft. Zu seinem ersten Einsatz kam er dabei am 19. September 1983 in Montevideo, in einem Freundschaftsspiel gegen Peru. In der Qualifikation zur Fußball-Weltmeisterschaft 1986 in Mexiko markierte Batista den 2:1-Siegtreffer beim Heimsieg über Chile. Es blieb Batistas einziges Tor in der Nationalmannschaft. An der Weltmeisterschaft 1986 nahm er ebenfalls teil und stellte dort den eingangs erwähnten Platzverweis-Rekord auf. Am 19. September 1993 lief er letztmals für die Celeste auf.

### Erfolge
- U-20-Südamerikameister 1981
- Goldmedaille bei den Panamerikanischen Spielen 1983

## Karriere als Trainer
Von 2009 bis 2010 trainierte Batista den argentinischen Klub Deportivo Español.

## Sonstiges
José Batista und sein Foul nach 52 Sekunden spielen eine Hauptrolle in einer im Jahre 2011 veröffentlichten Kurzgeschichte des Schriftstellers Francis Nenik.